# ماین (شهرستان)

شهرستان ماین (به فرانسوی: Mayenne) در ناحیه پیی دو للوآر در کشور فرانسه واقع شده‌است.

## نگارخانه

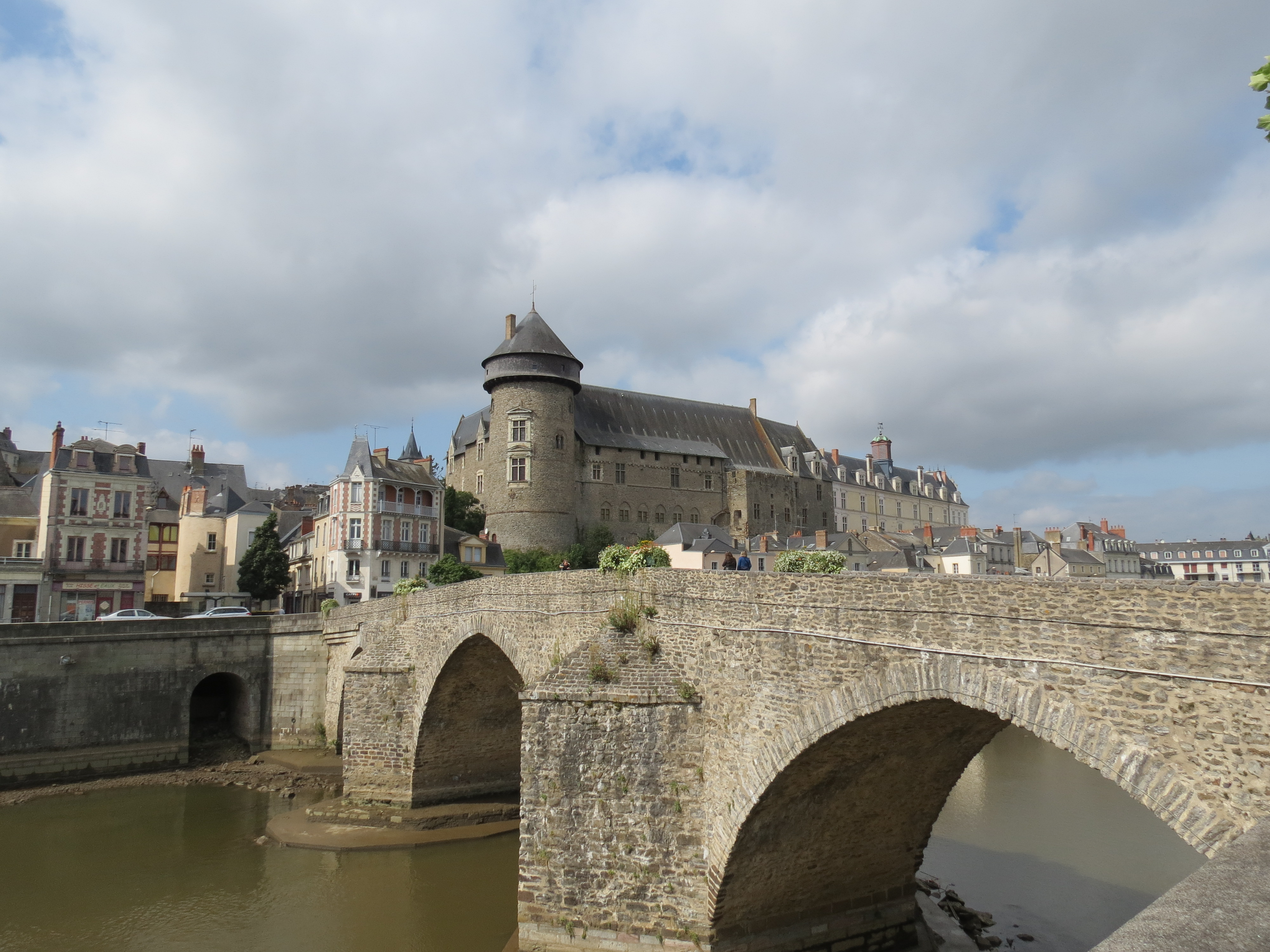
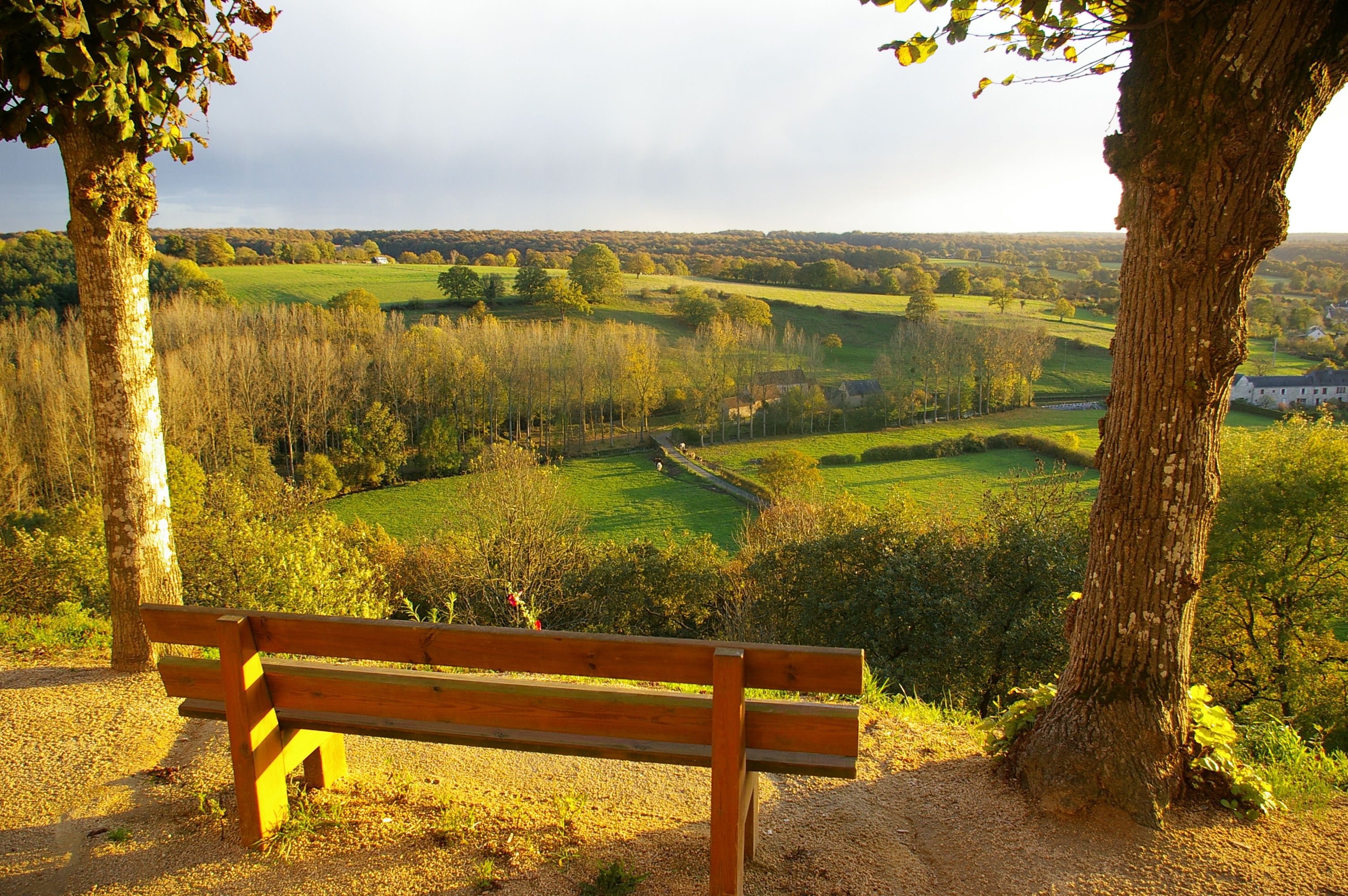
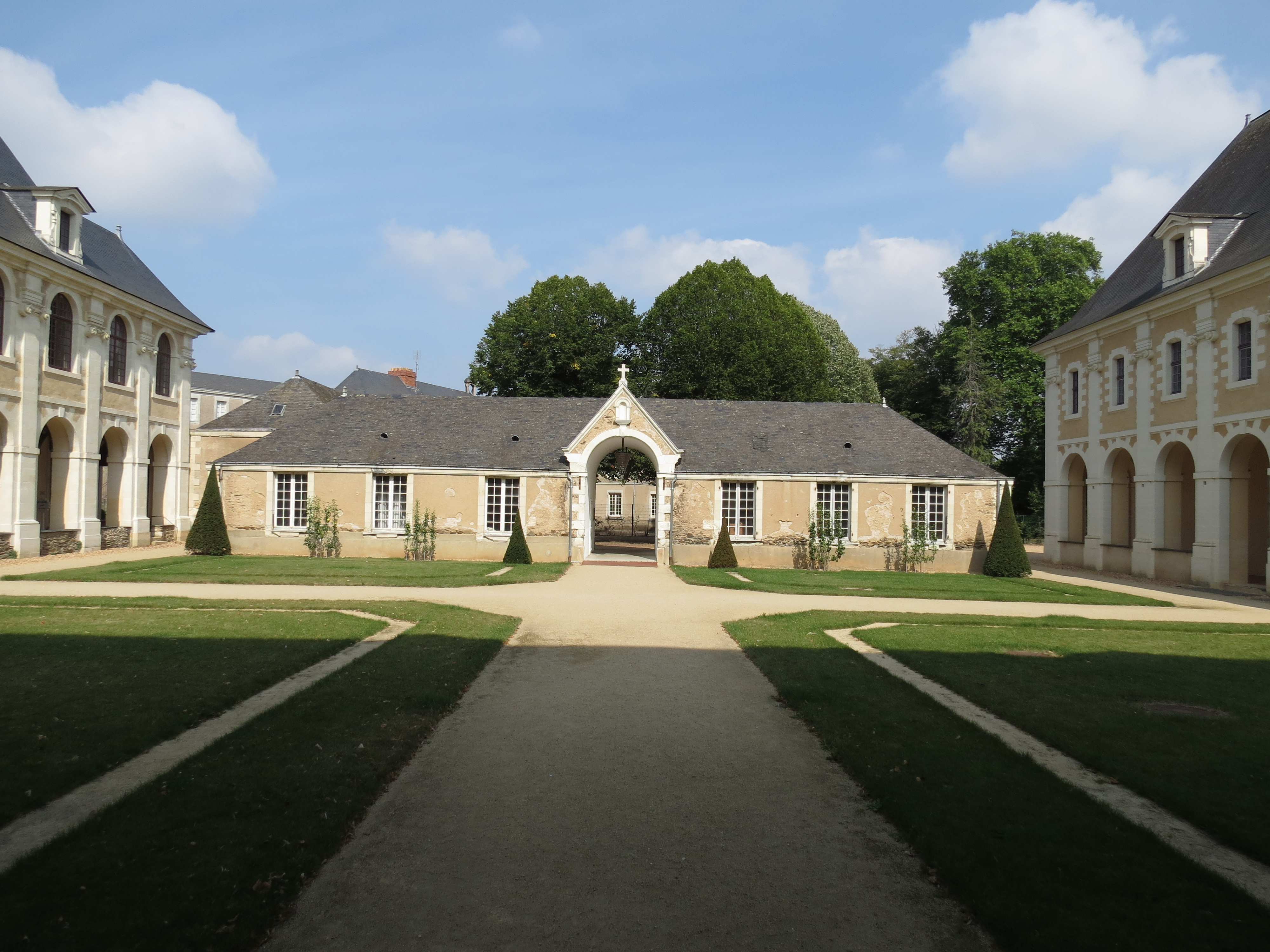
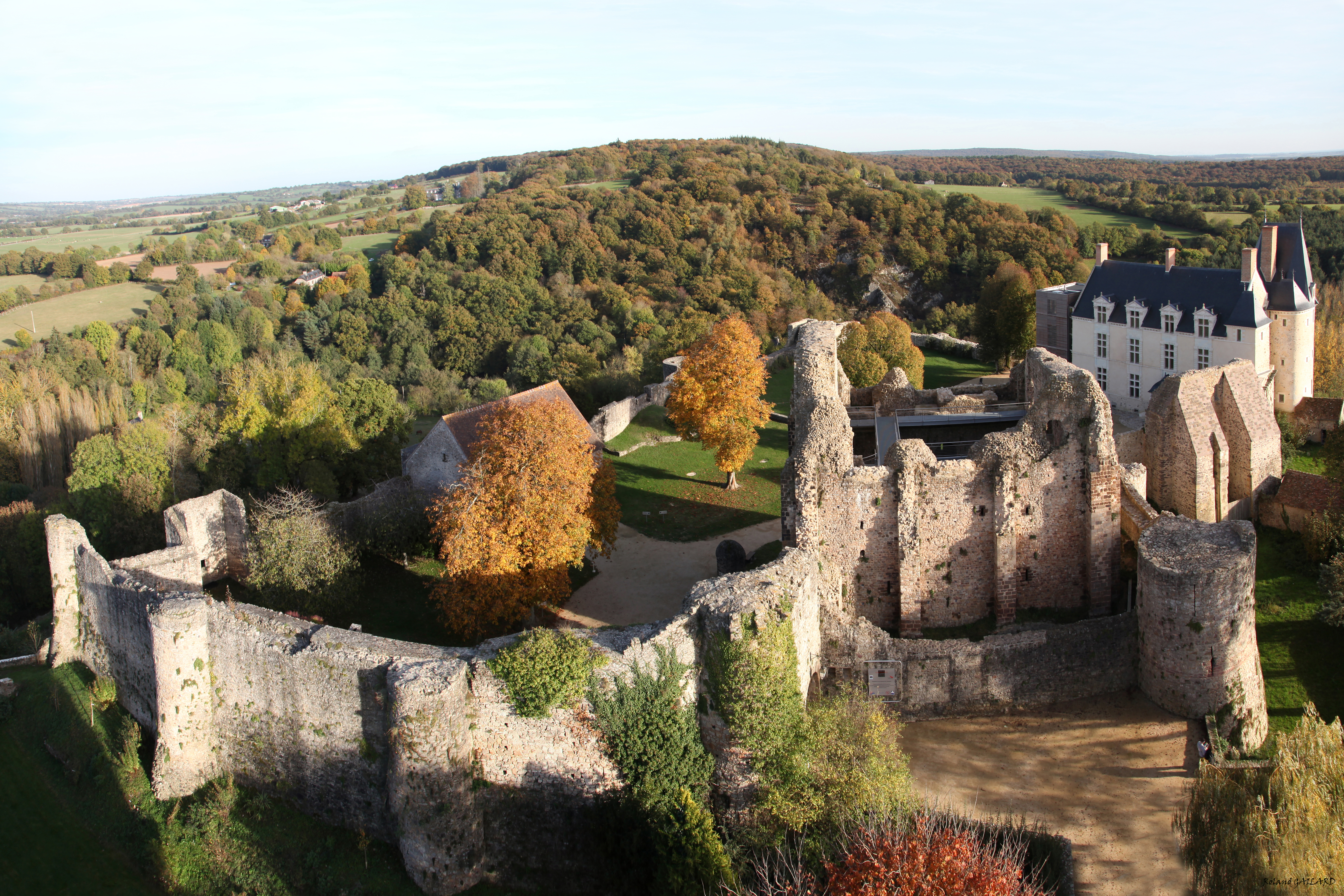
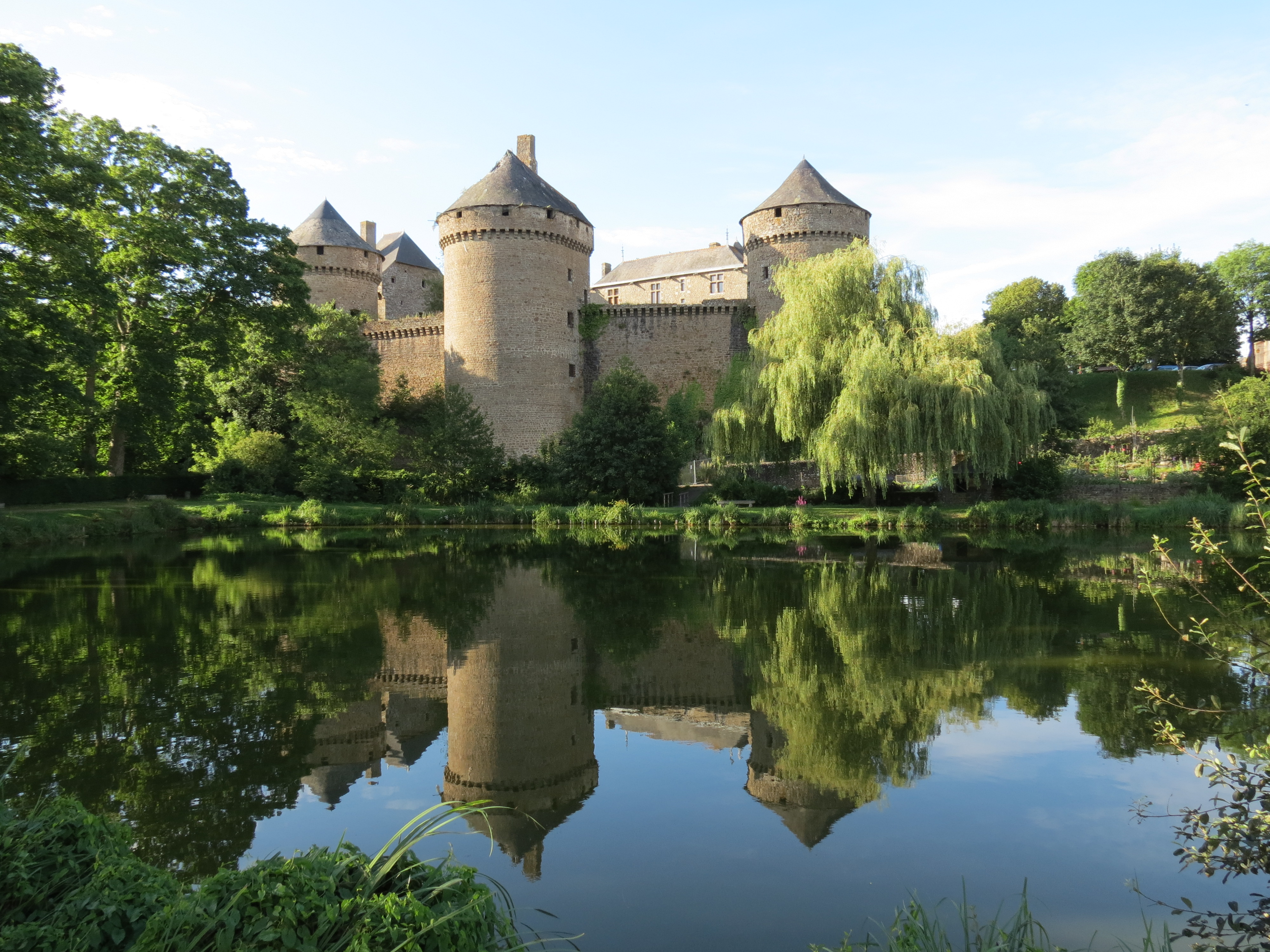